# Monti Šar
I Monti Šar o Sharr (Malet e Sharrit in albanese; Шар Планина in macedone) sono un sistema montuoso situato al confine tra il Kosovo, l’Albania e la parte nordoccidentale della Macedonia del Nord.
Il gruppo montuoso si estende per circa 80 km e copre un'area di 1 600 km². Esso presenta più di 40 vette superiori ai 2 000 m sul livello del mare. Tra le principali:
- Titov Vrv (Vetta di Tito, 2 747 metri sul livello del mare)
- Turcin (2 702 m)
- Borislavec (2 662 m)
- Rudoka (2 610 m)
- Crni vrh (Vetta nera, 2 585 m)
- Kobilica (2 526 m)
- Piribeg (2 522 m)
- Ljuboten (2 498 m)

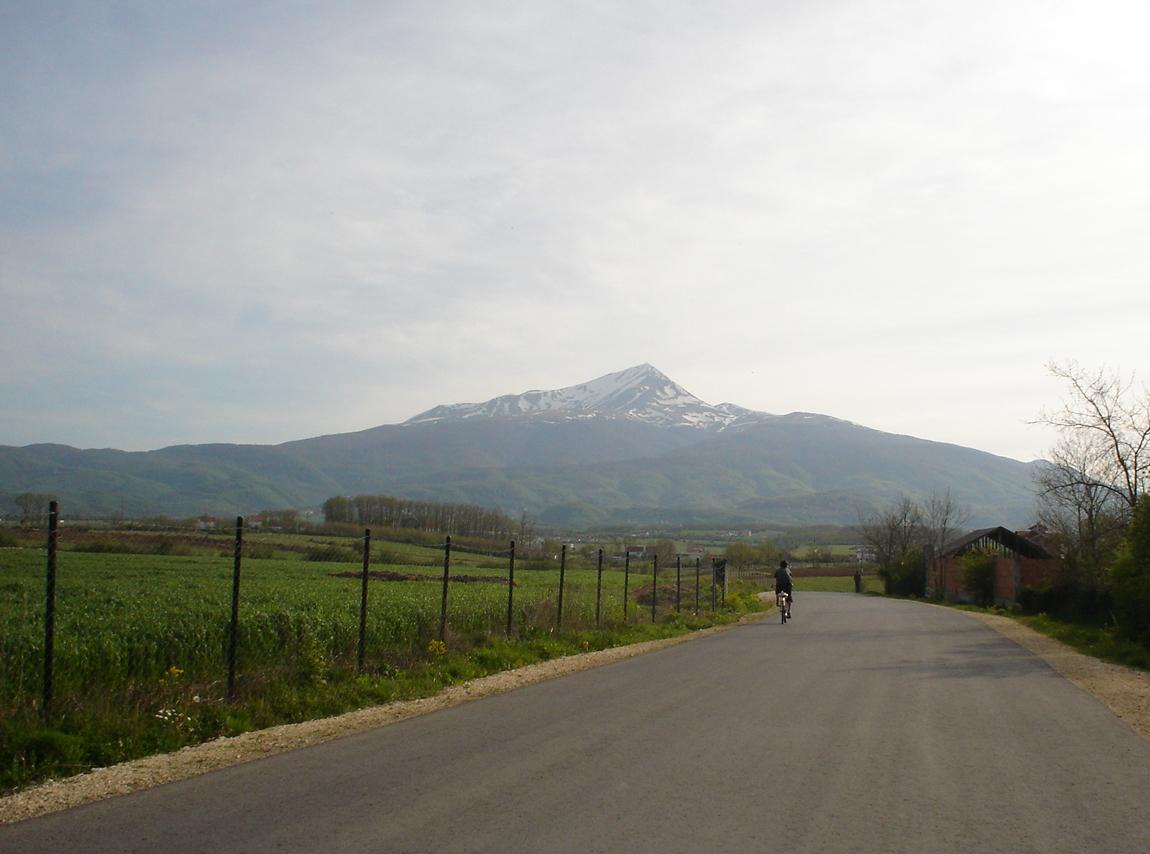
Il Ljuboten. Il monte, essendo visibile anche dalla capitale, è incluso nello stemma di Skopje

I monti Šar si estendono fino al monte Korab (2764 m s.l.m.) a sudovest e continuano per un tratto molto breve anche nell'Albania nordorientale.
La vegetazione del complesso comprende specie coltivate fino ai 1000 m s.l.m. e foreste fino ai 1700 m s.l.m.; al di sopra di questo limite si estendono gli alti pascoli che ricoprono un'area di circa 550 km². I monti Šar presentano al loro interno la più grande superficie unitaria d'Europa adibita a pascolo montano.
La catena è nota anche per essere l'area di origine di una nota specie canina dei Balcani, il Pastore di Ciarplanina, allevato negli ampi pascoli della catena. I monti Šar sono inoltre dotati di impianti di risalita per la pratica degli sport invernali, in particolare a Popova Šapka in Macedonia del Nord, nei pressi della città di Tetovo, con piste comprese tra i 1700 e i 2500 m s.l.m.

## Il Parco nazionale dei monti Šar
Il Parco nazionale Sharr è un'area protetta situata nella Repubblica del Kosovo; copre un territorio di 380 km², estendendosi sul versante settentrionale della catena. Fra la flora presente in questo parco nazionale (tra cui più di 1500 specie di piante vascolari), importanti sono in particolare specie endemiche come il pino macedone e il pino dalla corteccia bianca, oltre alla rosa alpina. Tra le specie animali si possono ricordare le linci, gli orsi, i camosci, i caprioli e le volpi.
Il Parco nazionale dei monti Šar è ricco di ruscelli, torrenti e piccoli fiumi che scorrono nei comuni di Prizren, Therandë, Kaçanik e Ferizaj (in Kosovo) e Jegunovce, Tearce, Džepčište, Tetovo e Gostivar (in Macedonia del Nord).

## Galleria d'immagini

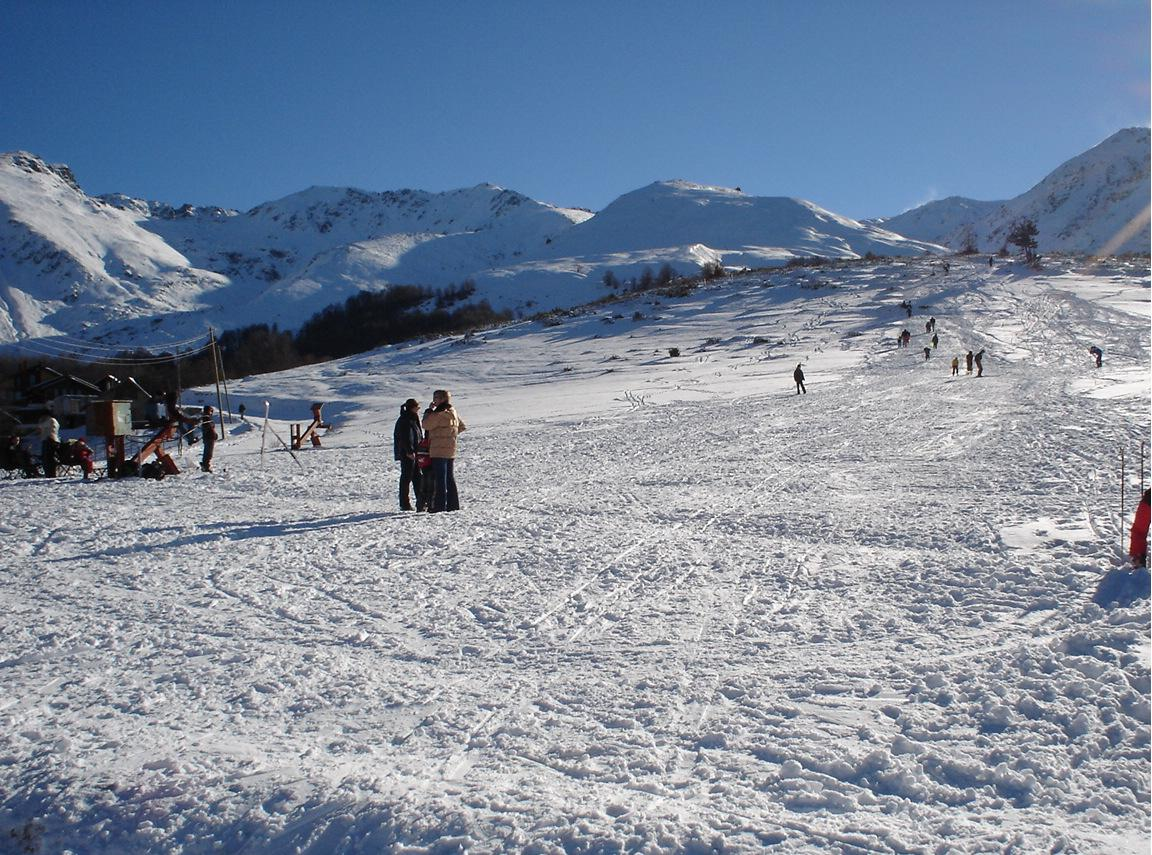
Monti Šar in inverno
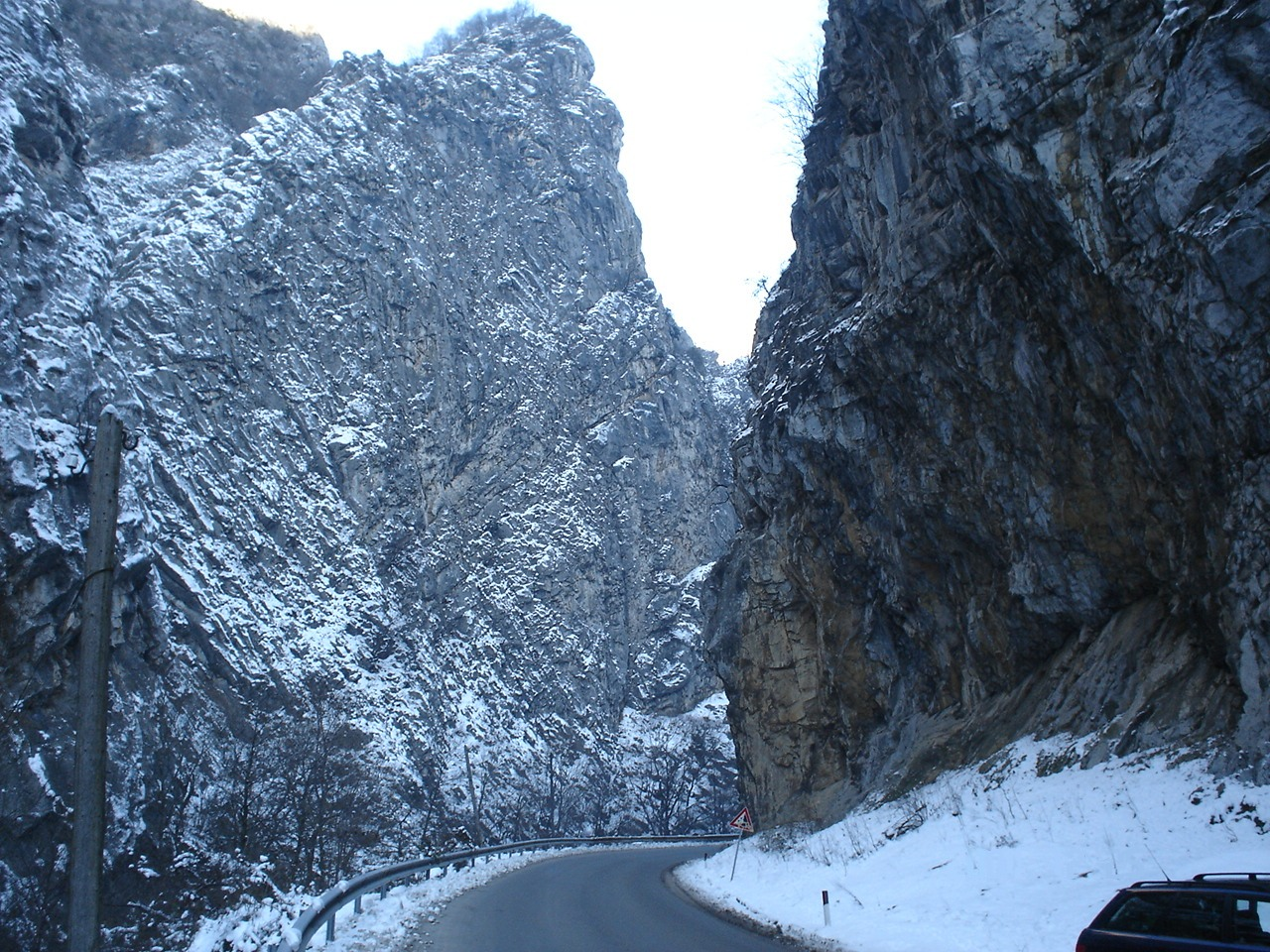
Monti Šar in inverno
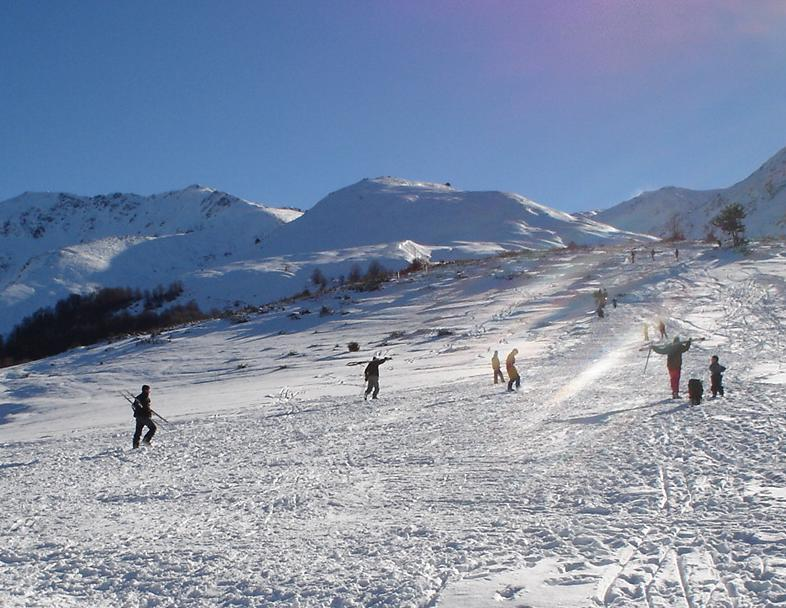
Monti Šar in inverno
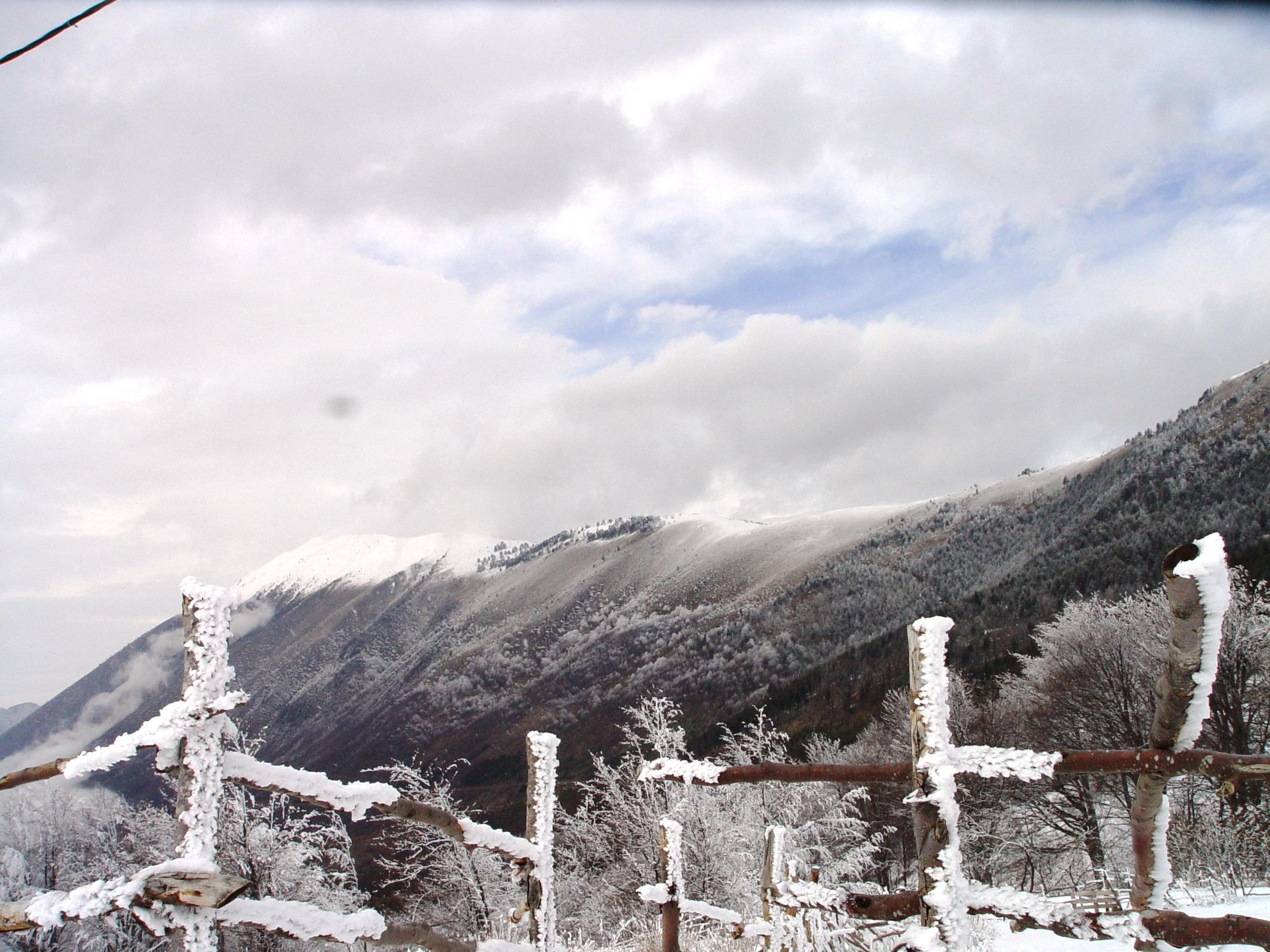
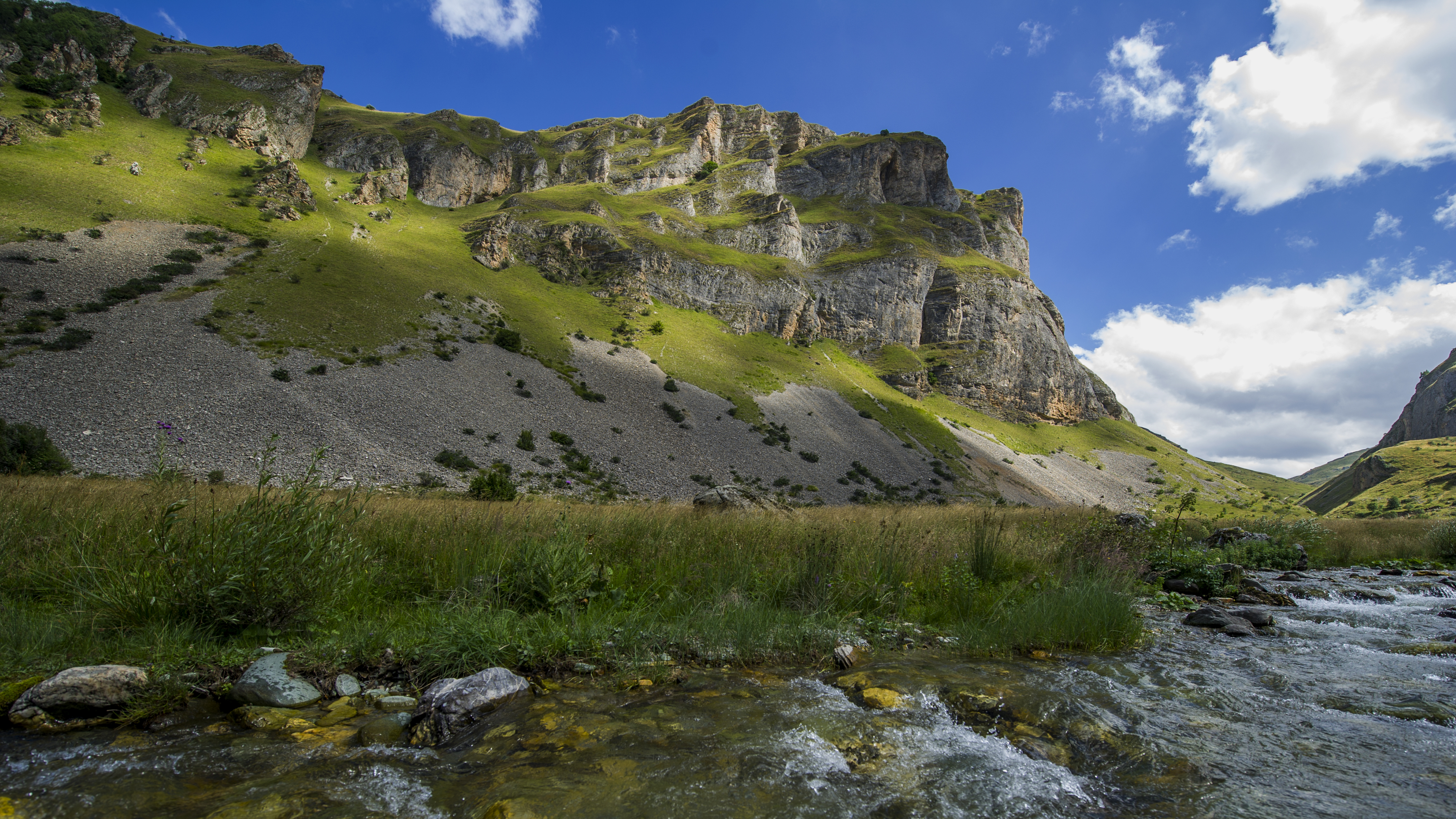
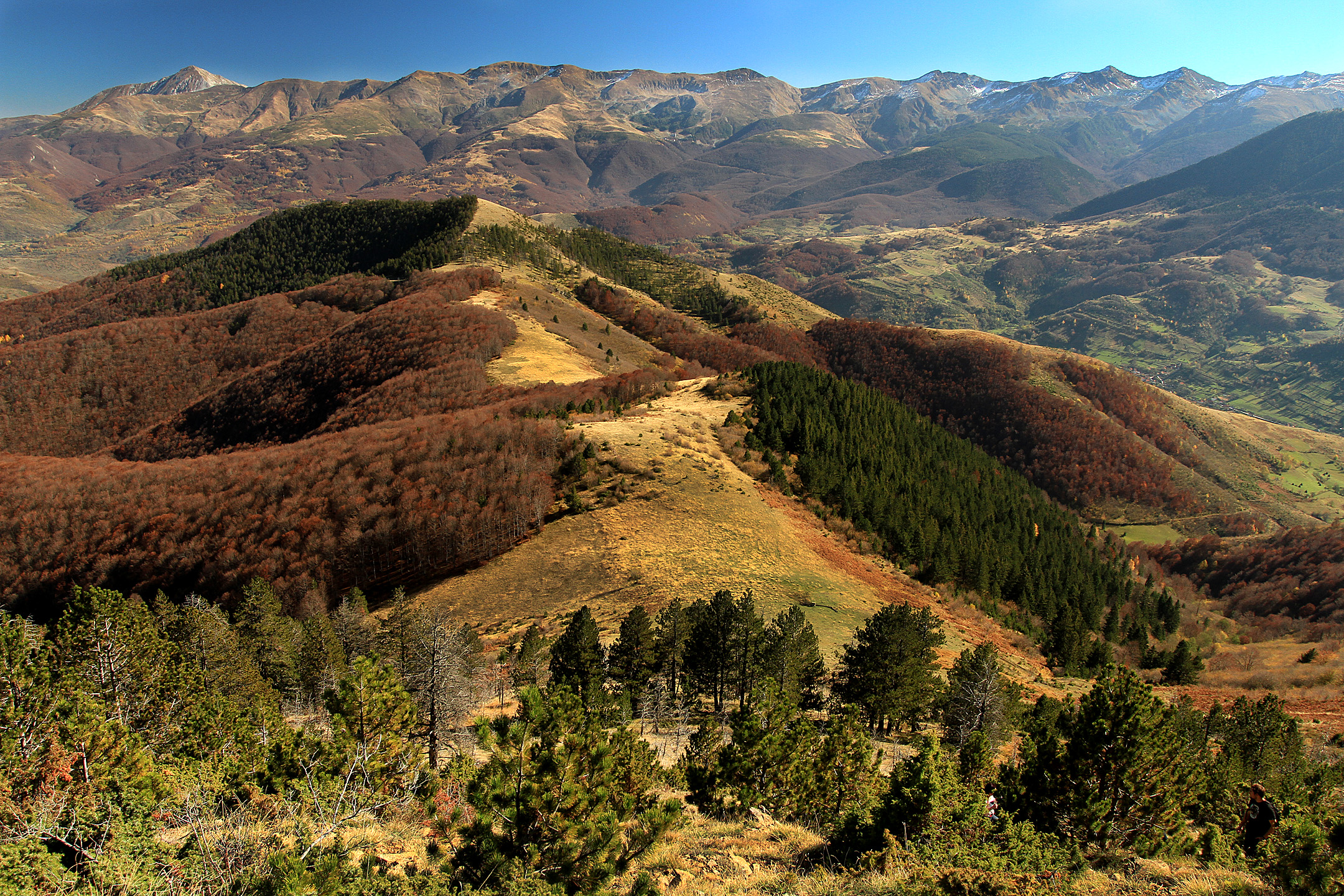
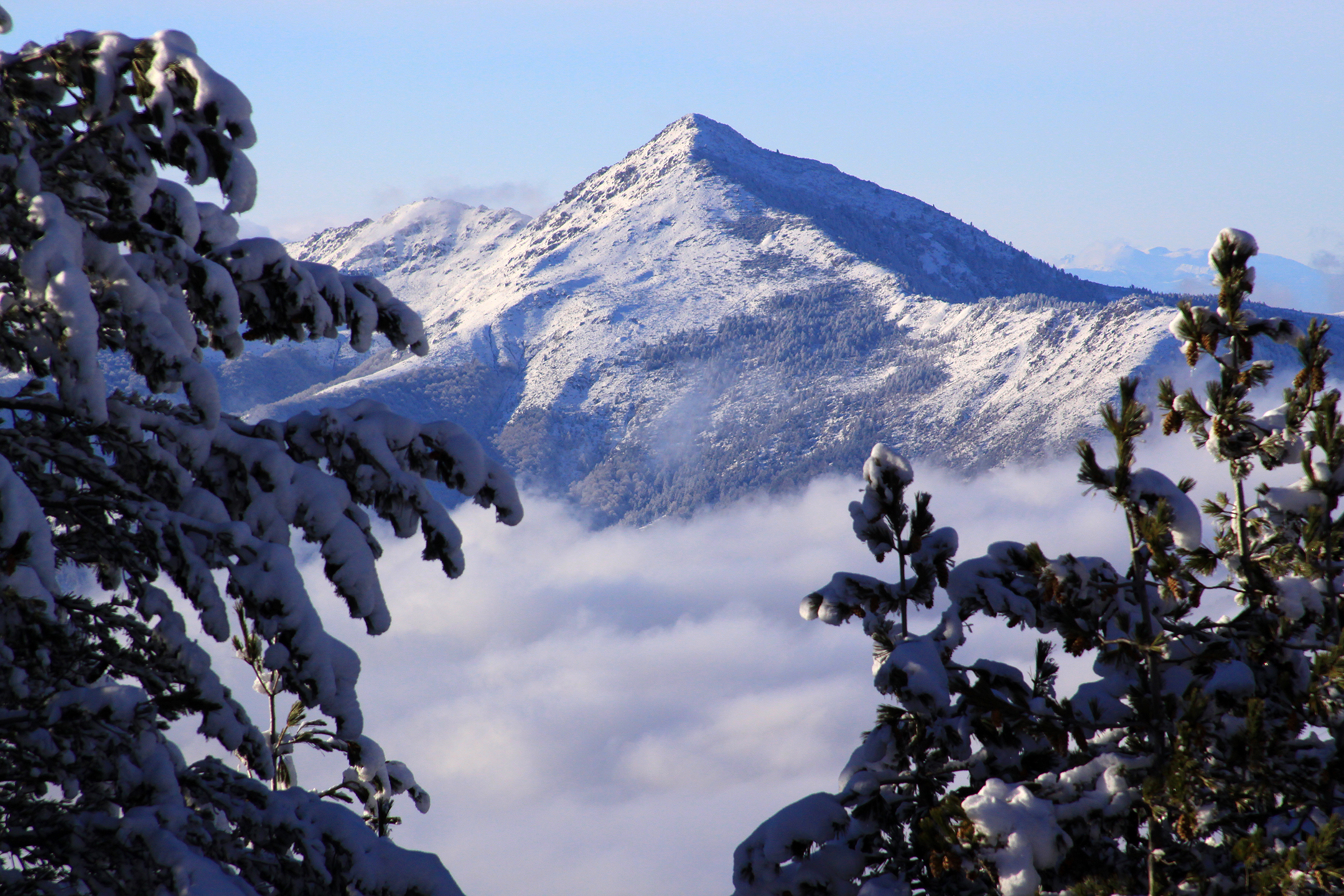
Ostrvica